# 298877 Michaelreynolds
298877 Michaelreynolds è un asteroide della fascia principale. Scoperto nel 2004, presenta un'orbita caratterizzata da un semiasse maggiore pari a 2,2951366 UA e da un'eccentricità di 0,2416838, inclinata di 1,89707° rispetto all'eclittica.